# Golful Jibrieni
Golful Jibrieni, numit în unele studii științifice și golful Jebriani (în ucraineană Жебріянська бухта) sau golful Jibriana, baia Jibrieni ,  este un golf mic al Mării Negre, situat în partea de nord a brațului Chilia al Deltei Dunării, la sud-est de satul Primorsk (Jibrieni) pe teritoriul raionului Chilia din regiunea Odesa a Ucrainei. Litoralul nisipos al golfului este utilizat ca plajă pentru recreere. Golful Jibrieni este o parte a zonei peisajelor antropice a Rezervației Biosferei Dunării, creată în 1998. În partea de sud a golfului se află portul comercial maritim Ust-Dunaisk construit în anii 1970. Pentru a asigura trecerea șlepurilor din Marea Neagră în Dunăre, Golful Jibrieni a fost legat cu brațul Prorva (care este un braț secundar al brațului dunărean Oceacov) în 1979 printr-un canal care are o lungime de 1,5 km, cu un șenal navigabil de 45 m lățime și 3,5 m adâncime